# Шикен
Шикен (јап. 執権), јапанска титула која означава шогуновог намесника или регента. У периоду од 1219. до 1333. шикени из клана Хоџо управљали су шогунатом Камакура у име потпуно беспомоћних шогуна, који су именовани међу принчевима из царске породице и смењивани по наређењу регената.

## Историја
Ова титула уведена је 1219. након изумирања клана Минамото, који је након победе у Гемпејском рату (1180-1185) увео прву војну диктатуру у Јапану - Камакура шогунат. После смрти првог шогуна, Минамото Јоритома (1199),  наследили су га синови Минамото Јорије (владао 1199-1203) и Минамото Санетомо (владао 1203-1219). Међутим, стварна власт припадала је савету њихових главних вазала (мандокоро): током Јорије-ове владавине овим саветом доминирала је породица његове жене, клан Хики, али их је већ 1203. уништила породица шогунове мајке, Хоџо Масако. После тога шогун Јорије смењен је у корист млађег брата Санетома, а одлучујућу улогу у влади преузео је шогунов деда по мајци, Хоџо Токимаса. Токимаса је владао до 1205, када су га сменили његова кћи Масако (умрла 1225) и син  Хоџо Јошитоки (умро 1224). Након убиства шогуна Санетома 1219. династија Минамото је изумрла, а клан Хоџо преузео сву власт у шогунату Камакура, под наследном титулом шогуновог намесника или регента - шикена. Постоји неслагање међу историчарима да ли је титула шикена усвојена 1203. или 1219: према томе, први владајући регент био је или Хоџо Токимаса (владао 1203-1205) или његов син Хоџо Јошитоки (владао 1205-1224, шикен од 1219). Шогуни су и даље постојали, али нису имали никакве власти, и вршили су само церемонијалне функције. Формални шогуни најчешће су бирани међу принчевима из царске породице.
Трећи владајући регент, Хоџо Јошитоки (владао 1224-1242) увео је три битне установе које су остале на снази до краја Камакура шогуната:
- функцију ко-регента (реншо), који је биран из породице Хоџо и морао да потврди све одлуке својим потписом,
- веће саветника (хјоџошу), састављено од најважнијих вазала и правних стручњака, које је деловало као влада и врховни суд
- право именовања шогуна од стране регента: први постављени шогун (1226) био је осмогодишњи принц Јорицуне, четврти шогун из Камакуре.[3]